# Celerena aurata
Celerena aurata là một loài bướm đêm trong họ Geometridae.